# Unbreakable (스콜피언스의 음반)
| 전문가 평가        | 전문가 평가 |
| 평가 점수          | 평가 점수   |
| 출처               | 점수        |
| ------------------ | ----------- |
| AllMusic           | [ 1 ]       |
| Metal Hammer (GER) | 6/7         |
| Rock Hard          | 8.0/10      |

《Unbreakable》은 2004년 5월 4일에 발매된 독일의 하드 록 밴드 스콜피언스의 열다섯 번째 스튜디오 음반이다. 이번 음반에서 스콜피언스는 1990년대에 많은 다양한 컨셉과 영향을 실험한 후 가장 성공적인 음반의 음악 스타일로 돌아간다. 이것은 베이스 기타로 파월 마시워다와 함께한 첫 번째 음반이었다. 비평가들의 갈채와 광범위한 음반 투어에도 불구하고 《Unbreakable》은 차트에서 큰 히트를 치지는 못했다.

## 배경
베를린 필하모닉 오케스트라와 녹음한 크로스오버 음반 《Moment of Glory》와 언플러그드 라이브 음반 《Acoustica》의 성공 이후, 스콜피언스는 오랜 프로듀서인 디터 더크스와 스튜디오에서 재결합하여 컴필레이션 음반 《Bad for Good: The Very Best of Scorpions》의 두 곡을 녹음했다. 〈Bad for Good〉과 〈Cause I Love You〉는 밴드의 기록 보관소에서 나온 곡으로, 스콜피언스가 14년 만에 더크스와 협업을 한 곡이다.

## 구성 및 녹음
스콜피언스는 2002년 투어를 하면서 새로운 음반을 적극적으로 작업하기 시작했다. 드러머 제임스 코탁은 "우리는 늦은 밤 투어 버스 뒤에 앉아 각자 작곡한 곡을 연주하고, 작곡하고, 라디오에서 새로운 음악을 듣고, 새로운 CD가 어떤 방향으로 가야 할지 고민하곤 했다"고 말했다. 밴드는 투어 버스의 뒷 라운지를 스튜디오로 개조하여 신곡의 데모를 쓰고, 리허설하고, 녹음했다. 기타리스트 마티아스 얍스는 이 시기에 새로운 소재가 클래식 록이 될 것이라고 말했다. 그는 "우리는 클래식 록이며, 대부분의 라디오 방송국은 그것을 연주하지 않습니다. 하지만 많은 것들이 변하고 있기 때문에 절대 모를 것입니다."
2003년 3월 말 화이트스네이크와 북미 투어를 마친 뒤 스콜피오 사운드 스튜디오에 모여 첫 데모 무대를 녹음했다. 그들은 총 16곡을 데모했지만 그 중 한 곡도 음반을 만들지 않았다. 두 번째 데모 세션은 2003년 6월에 시작되었고, 그 세션 동안 밴드는 클라우스 마이네, 루돌프 쉥커, 얍스, 코탁이 개인적으로 작곡한 곡들을 데모했다. 7월말과 8월초, 스콜피언스는 코탁이 대부분의 시간을 작곡, 데모, 기타 연주로 보낸 3주간의 투어를 시작했다.
《Unbreakable》 세션의 네 곡이 2010년 음반 《Sting in the Tail》에 녹음되었다. 이 곡들은 〈Slave Me〉, 〈No Limit〉, 〈Turn You On〉 (《Unbreakable》 세션의 제목이 달랐던 곡), 〈The Best Is Yet to Come〉이다. 나중에 밴드는 그것을 음반 《Humanity: Hour I》 (2007년)에 넣기를 원했지만 음반 스타일에 맞지 않아 마침내 《Sting in the Tail》을 위해 그것을 녹음했다.

## 곡 목록
| #   | 제목                        | 작사                  | 작곡                          | 재생 시간 |
| --- | --------------------------- | --------------------- | ----------------------------- | --------- |
| 1.  | 〈New Generation〉          | 클라우스 마이네       | 루돌프 쉥커                   | 5:51      |
| 2.  | 〈Love 'em or Leave 'em〉   | 제임스 코탁, 마이네   | 쉥커                          | 4:04      |
| 3.  | 〈Deep and Dark〉           | 마이네, 마티아스 얍스 | 얍스                          | 3:39      |
| 4.  | 〈Borderline〉              | 마이네                | 쉥커                          | 4:53      |
| 5.  | 〈Blood Too Hot〉           | 마이네                | 쉥커                          | 4:16      |
| 6.  | 〈Maybe I Maybe You〉       | 마이네                | 아누시라반 로하니             | 3:32      |
| 7.  | 〈Someday Is Now〉          | 코탁                  | 쉥커                          | 3:25      |
| 8.  | 〈My City My Town〉         | 마이네                | 마이네                        | 4:55      |
| 9.  | 〈Through My Eyes〉         | 마이네                | 쉥커                          | 5:23      |
| 10. | 〈Can You Feel It〉         | 코탁, 마이네          | 코탁                          | 3:49      |
| 11. | 〈This Time〉               | 얍스                  | 얍스                          | 3:36      |
| 12. | 〈She Said〉                | 마이네                | 마이네, 크리스티안 코오노비츠 | 4:42      |
| 13. | 〈Remember the Good Times〉 | 마이네, 에릭 바질리안 | 쉥커, 바질리안                | 4:24      |

## 인증
| 국가                       | 인증 | 판매량/출하량 |
| -------------------------- | ---- | ------------- |
| 러시아 (NFPF)              | 골드 | 10,000*       |
| *판매량을 기반으로 한 인증 |      |               |